# دهستان شورم
دهستان شورم، یکی از دهستان‌های بخش زیلایی شهرستان مارگون در استان کهگیلویه و بویراحمد ایران است. مرکز این دهستان، روستای پوله است.

## جمعیت
بر پایه سرشماری عمومی نفوس و مسکن در سال ۱۳۹۵، جمعیت دهستان شورم برابر با ۳٬۳۶۳ نفر بوده است.